# Geranium carolinianum
Geranium carolinianum es una especie de la familia de las geraniáceas.

## Hábitat
Es nativa de América del Norte, donde está muy extendida y crece en muchos tipos de hábitat.

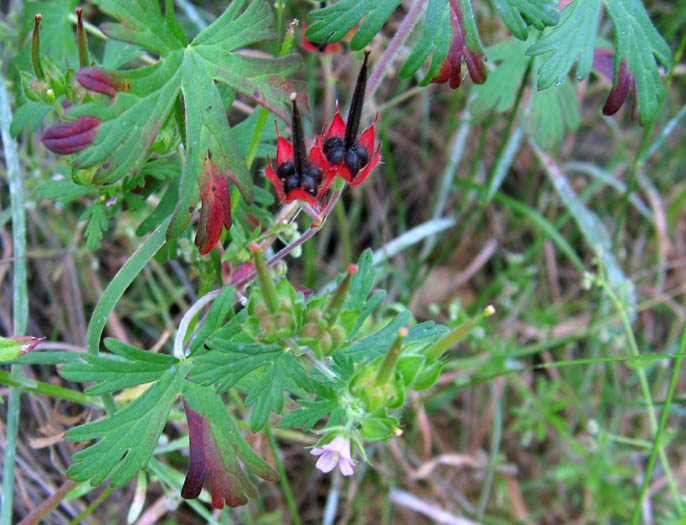
Detalle de la inflorescencia

## Descripción
Esta es una hierba anual de llegar a algo más de la mitad de un metro de altura máxima. Tiene tallos erguidos cubiertos de pelos espigados.  Las hojas son palmadas de varios centímetros de ancho y por lo general divididas en cinco segmentos que se subdividen a su vez en lóbulos. La inflorescencia es un grupo de una a varias flores pequeñas. Cada flor, hermafrodita,  tiene cinco sépalos y cinco pétalos escotados en tonos de color blanco a lavanda. El fruto tiene un peludo cuerpo y un estilo de hasta 1,5 centímetros de largo.

## Taxonomía
Geranium carolinianum fue descrita por Carlos Linneo y publicado en Species Plantarum 2: 682. 1753.
Etimología
Geranium: nombre genérico que deriva del griego:  geranion, que significa "grulla", aludiendo a la apariencia del fruto, que recuerda al pico de esta ave.
carolinianum: epíteto geográfico que alude a localización en Carolina del Norte.
Sinonimia
- Geranium atrum Moench
- Geranium carolinianum forma albiflorum B.Boivin
- Geranium carolinianum var. carolinianum L.
- Geranium carolinianum var. confertiflorum Fernald
- Geranium carolinianum var. sphaerospermum (Fernald) Breitung
- Geranium carolinum Burm.f.
- Geranium carolinum Crantz
- Geranium dissectum var. carolinianum (L.) Hook.f.
- Geranium langloisii Greene
- Geranium lanuginosum Jacq.
- Geranium lenticulum Raf.
- Geranium sphaerospermum Fernald
- Geranium thermale Rydb.[3][4]